# 미조구치 겐지
미조구치 겐지(일본어: 溝口 健二, 1898년 5월 16일 ~ 1956년 8월 24일)는 일본의 영화감독이다.

## 생애
도쿄시 아사쿠사 구(현·도쿄도 다이토구 아사쿠사) 출신으로, 아버지는 목수였다. 그의 가정환경은 비참한 수준이어서 그의 누이를 게이샤로 팔지 않으면 안될 정도였다. 이 일은 겐지의 사고방식에 깊은 영향을 주었다. 어머니와 누이에 대한 아버지의 학대 사이에서 그는 강하게 저항하곤 했으며, 그는 평생 아버지를 좋아하지 않았다. 그는 13세에 학교를 그만두고 고베에서 광고 디자인 일을 시작했으며 동시에 미술을 공부하기 시작했다. 유우신일보(又新日報)사의 삽화가로 일하기도 했다. 1920년에 그는 닛카츠 촬영소에 입사하여 영화계에 입문하였다. 처음에는 배우로 시작했으며 3년뒤 감독이 되었고 관동대지진 이후 동경촬영소로 옮긴다. 1925년 내연의 여인에게 면도칼로 찔리는 사건을 경험한 이후, 여성을 테마로 한 작품을 독특한 감각으로 그려내기 시작했다. 1939년 나카다 마사이치(永田雅一)의 다이이치 영화사(第一映画社)에 참가하고 이후 다이에이 영화사 창립 이후 전속이 된다.
겐지의 초기 작품들은 탐색에 가까운 것으로 유진 오닐이나 톨스토이 등의 작품들로 문예영화를 만들거나 독일 표현주의 영화들을 따라해보거나 하는 것들이었다. 그의 작업속도는 매우 빨라서 몇주만에 영화 한편을 만들어내기도 했고 흥행성적도 좋았다. 그래서 20년대와 30년대 사이에 70여편의 영화를 찍는 것이 가능했는데 현재 이것들은 거의 유실되었다. 뒤쪽의 것들은 소위 경향영화(tendency film)라고 불리는 것들로 겐지는 그 작품들에서 사회주의적인 경향을 드러내었고 선구적인 존재가 되었다. 1936년의 《기온의 자매들》과 《나니와 엘레지》 이후가 되어서야 겐지는 자신의 인생을 대표할 만한 영화들을 찍기 시작했다.
그의 중기에 겐지는 전근대와 근대의 전환기를 담는 사회파 영화인 '뉴 리얼리즘' 감독으로 각광받기 시작했다. 《마지막 국화 이야기》는 문부성으로부터 상을 받았는데 앞선 두 영화처럼 남성중심사회에 반한 여성의 역할에 대해 모색하고 있다. 이 시기에 겐지는 그의 유명한 방법론인 '원신, 원샷' 원칙을 확립하였다. 그의 섬세하고 정통적인 세트 디자이너인 미즈타니 히로시는 겐지가 광각렌즈를 자주 이용할 수 있도록 많은 도움을 주었다.
전쟁기간동안 겐지는 선전영화를 찍도록 군부로부터 강요받았다. 이중 가장 유명한 것은 충신장 이야기를 담은 사무라이 시대극 《원록충신장》(1941)이다. 이 시기에 겐지는 문제가 될 만한 소재를 피해서 작품생활을 했다. 일본 여성의 참정권이 인정되던 무렵의 혁명적인 영화 《여인의 승리》(1946)나 《내 사랑은 불탔었지》(1949) 이후 겐지는 시대극으로 전환하여 전래되던 이야기들을 재해석하는 작업을 많이 했는데 주로 비극적 취향이 강했다. 이 때는 시나리오 작가인 요다 요시타카와 주로 함께했다. 이 때가 가장 인정받는 시기로 베니스에서 은사자상을 받은 《우게츠 이야기》(1953)을 비롯해 그를 국제적으로 유명하게 만든 《오하루의 일생》(1951)이 그러하다. 《산쇼다유》(1954)는 봉건사대 일본의 유교적 도덕에 관한 이야기이다. 백편에 가까운 그의 영화 중에 칼라영화는 《신페이가 이야기》(1955)와 《양귀비》(1955)뿐이다.
겐지는 교토에서 58세로 죽었는데 사인은 백혈병이었다.

## 작품세계
겐지의 영화는 주로 여인의 승리를 다루고 있다는 점으로 유명하다. 그는 최초의 대중적 페미니스트 감독으로 꼽힌다. 그는 더 존중받아야 함에도 불구하고 일본 사회속에서 학대받고 짓밟힌 여인들의 처지를 잘 드러내었다. 그는 게이샤의 곤경을 자주 다루곤 했지만 그의 주인공들은 창녀, 노동자, 거리의 운동가, 주부 심지어 봉건시대 귀한집 아가씨까지 다양했다.
그의 영화는 일본 회화를 연상시킬정도로 탐미적이다. 그는 롱테이크와 풍성하고 묘사적인 미장센을 추구했다. 클로즈업과 같은 서구풍의 기법은 거의 쓰지 않았다. 그는 보통 몇분이나 되는 신을 만들곤 했고 스턴버그(Josef von Sternberg)풍의 조명과 세팅을 통해 장소에 포인트를 두었다. 겐지는 관객과 캐릭터간의 절묘한 공감을 만들어 특유의 정형화된 아름다움이 튀지 않도록 균형을 잡는다. 그의 가장 좋은 작품들은 대개 상당히 감동적이다.
겐지의 리허설에 대한 강박은 악명높았는데 특히 여배우들이 고생했다. 롱테이크를 좋아했기 때문에 조금의 실수도 재촬영으로 이어졌고 그는 한 샷을 찍기위해 거의 백여번씩 리허설을 하곤 했다. 다나카 키누요(Kinuyo Tanaka, 田中絹代)는 겐지 영화의 단골 여주인공이었는데 한번은 겐지가 그녀에게 역할을 위해 도서관의 모든 책을 읽으라고 강요한 적도 있다고 한다.
겐지는 자끄 리베뜨와 같은 평론가에 의해 서구에서 먼저 재평가를 받았고 특히 장뤼크 고다르를 비롯한 누벨바그 감독들에게 영향을 많이 준 것으로 알려져있다. 그의 '원신 원샷' 기법은 앙드레 바쟁과 같은 평론가들에 의해 리얼리즘의 모범이라는 평가를 받았다.

## 작품연보
- 아침 햇살 (1929, 단편)
- 도쿄 행진곡 (1929, 단편)
- 唐人お吉 (1930)
- 폭포의 흰 줄기 (1933)
- 종이학 오센 (1935)
- 오사카 엘레지 (1936)
- 기원의 자매 (1936)
- 마지막 국화 이야기 (1939)
- 겐로쿠 주신구라 (1941)
- 우타마로를 둘러싼 다섯 여인들 (1947)
- 여배우 스마코의 사랑 (1947)
- 유키 부인의 초상 (1950)
- 오유우님 (1951)
- 무사시노 부인 (1951)
- 오하루의 일생 (1952)
- 우게쓰 이야기 (1953)
- 게이샤 (1953)
- 산쇼다유 (1954)
- 소문의 여자 (1954)
- 치카마츠 이야기 (1954)
- 양귀비 (1955)
- 신 헤이케 이야기 (1955)
- 적선지대 (1956)

## 같이 보기
- 구로사와 아키라
- 오즈 야스지로